# すみっこオカルト研究所
『すみっこオカルト研究所』（すみっこオカルトけんきゅうじょ）は、2020年よりエンタメ〜テレで放送されているオカルトトークの番組。番組正式タイトルは角由紀子のすみっこオカルト研究所である。

## 概要
不思議ニュースサイト『TOCANA』の編集長・角由紀子がメインMCを務め、『東京スポーツ』、『実話ナックルズ』などの記者たちをゲストに交えて、UFO・UMA・都市伝説・怪奇現象・未解決事件などの、とっておきのオカルト話やタレコミを話し合うオカルトーク番組。「角由紀子が所長を務める研究所　一流の情報通が集い“オカルト話”を議論する。」という番組設定がある。オカルト話が終わると「研究テーマ議事録」として、話した内容が大まかにテロップ表示される。

## 内容
オープニングで「研究所で議論する内容は、好奇心を刺激する仮説!!　あくまで、個人の見解です。」との注意テロップが表示される。
フリートークから始まり、角由紀子 → 種井一司（東京スポーツのオカルトの記事の話題） → バーガー菊池（雑誌『実話ナックルズ』を持参し、ナックルズに掲載されている都市伝説の記事を話す） → ゲストの順序に、オカルトネタやオカルト体験談、オカルトのゴシップを披露する。角由紀子やゲストは実体経験のネタが多いので、多くのオカルト話をしている。
オカルトネタは仮説に過ぎないので、1つのネタについて関連づけた噂話（写真や記事など、出演者・ゲストに資料として渡されている）の仮説を記事・写真・イラスト等で披露をしあう。オカルト担当の記者・種井や、ゴシップ雑誌編集のバーガー、また、出演者同士が仮説につっこみ、与太ばなしになることが、必然と起こる。
「絶対に言えないココだけの話！」コーナーは、オカルト体験談として話すまでもないような、内容が低いオカルトネタを、山本浩司（タイムマシーン3号）と、出演者、ゲストと紹介する。ファイル6からハリウッド・ザコシショウに交代すると、「ザコシトーク」（ハリウッドザコシショウのトーク（会話））の略名をタイトルとして、レギュラー・サブレギュラーの都市伝説的な小話を話すコーナーになった。

## 出演者
司会
- 角由紀子（TOCANA 総裁）
- ハリウッドザコシショウ #ファイル6 - [2]
- 山本浩司(タイムマシーン3号)　#ファイル1 - #ファイル5[3]

レギュラー
- 種井一司(東京スポーツ記者)
- バーガー菊池（実話ナックルズ担当編集員）

## スタッフ
- ナレーター：菱川正之
- MA：大門スタジオ
- CAM：山田洋和
- ディレクター：嶋左近
- AD：藤 真里奈、椿 唯人
- 編成：三塚洋佑
- プロデューサー：片桐和之、瀧本圭司
- 制作協力：SEVEN-A
- 製作・著作：エンタメ～テレ

## 過去のスタッフ
- MA：ジーリングスタジオ